# Londa (ort)
Londa är en ort i Indien.   Den ligger i distriktet Belgaum och delstaten Karnataka, i den sydvästra delen av landet, 1 500 km söder om huvudstaden New Delhi. Londa ligger 682 meter över havet och antalet invånare är 6 131.
Terrängen runt Londa är platt åt sydost, men åt nordväst är den kuperad. Runt Londa är det ganska tätbefolkat, med 155 invånare per kvadratkilometer. Närmaste större samhälle är Khānāpur, 19,0 km norr om Londa. I omgivningarna runt Londa växer huvudsakligen savannskog.